# Memorial Stadium (Clemson)
El Frank Howard Field del Memorial Stadium, conocido popularmente como "Death Valley" (inglés: "Valle de la muerte"), es un estadio de fútbol americano al aire libre, con capacidad para más de 81 000 espectadores, situado en el campus de la Universidad Clemson en Clemson (Carolina del Sur). Fue construido entre 1941 y 1942 y ha sido remodelado desde entonces en diversas ocasiones. Se llamó en un principio Memorial Stadium para recordar a "todos los hombres de Clemson que hicieron el sacrificio supremo por su país". En 1974, cuando el legendario entrenador y director atlético Frank Howard se jubiló de la universidad, se anunció que la superficie de juego llevaría su nombre. En la actualidad, es considerado como una de los diez mayores estadios situados dentro de un campus en los Estados Unidos. 
Es el estadio del equipo de fútbol americano Clemson Tigers, que juega en la División I de la NCAA. Su record de asistencia se batió en 1999, cuando acudieron al campo 86 092 espectadores batido en 1999. Entre las características más notables del estadio se encuentran la colina de grama que se ubica en la parte este, que sirve como una zona de sentarse popular para los estudiantes de la universidad y en donde su ubica, en su tope, la afamada "Howard's Rock".

## Historia
Fue construido en 1942 contra los deseos del entonces entrenador de los Tigers, Jess Neely, que quería un estadio pequeño, de apenas 10 000 espectadores. Originalmente, tuvo capacidad para 20 000 personas, siendo remodelado en 1958 añadiéndose 18 000 asientos en una tribuna lateral, y otros 5658 en los fondos en 1960. Entre 1980 y 1983 se añadieron sendos anfiteatros en ambas tribunas laterales, ampliando la capacidad hasta la actual, de más de 80 000 espectadores.

## Récords de Death Valley

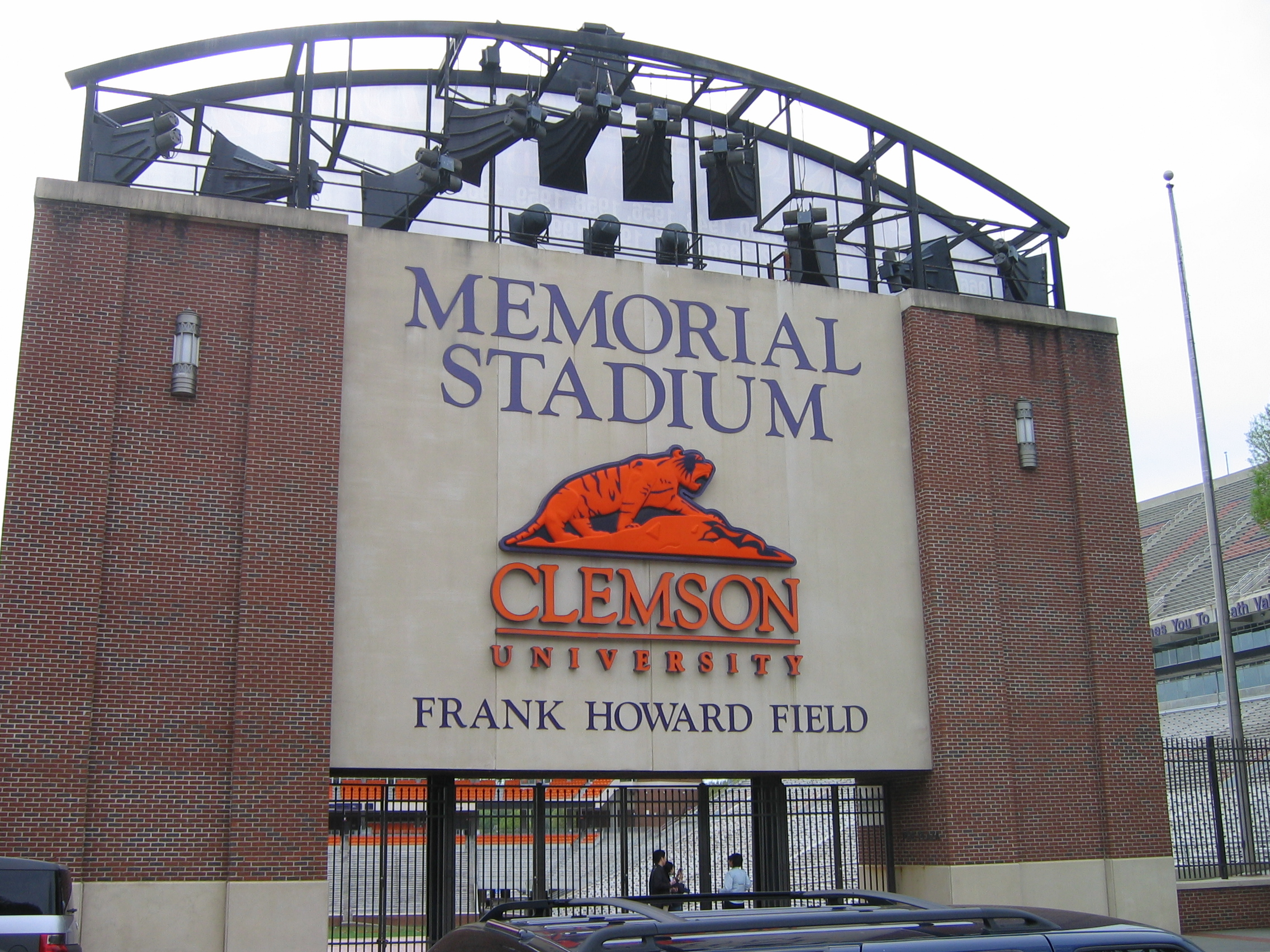
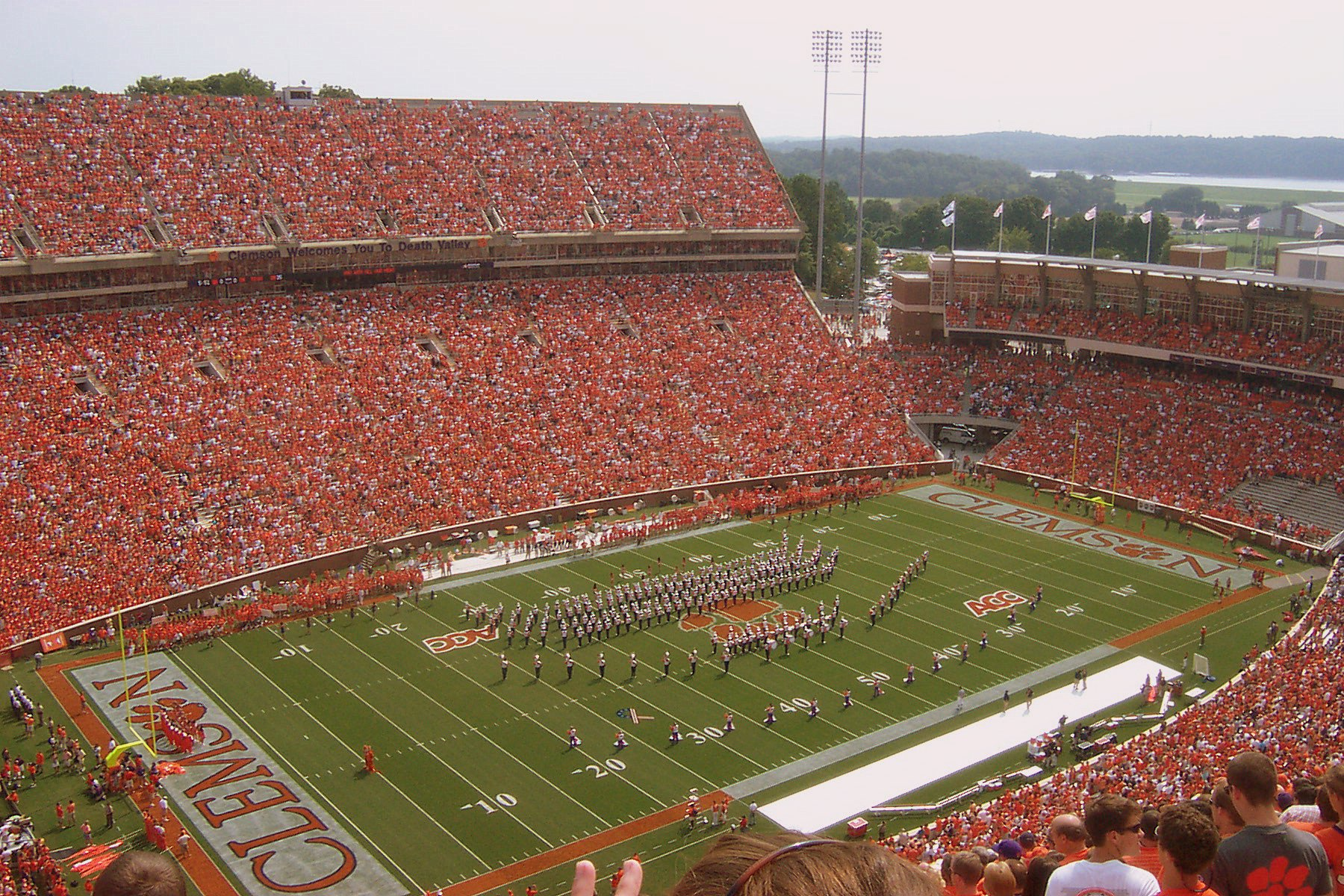

- Clemson tiene un balance de 227 victorias, 88 derrotas y 7 empates jugando en este estadio más de un 71% de victorias.
- Clemson se ha situado entre las 20 universidades con mayor número de espectadores durante 22 años consecutivos.
- El récord de asistencia en una temporada se dio en 1988 con una media de 81 750 espectadores por partido.